# The Neon God: Part Two – The Demise
The Neon God: Part Two – The Demise – album amerykańskiego zespołu heavymetalowego W.A.S.P., który został wydany 28 września 2004 roku. Płyta jest drugą częścią koncept albumu, kontynuacją The Neon God: Part One – The Rise.

## Lista utworów
1. Never Say Die – 4:40
2. Resurrector – 4:25
3. The Demise – 4:01
4. Clockwork Mary – 4:19
5. Tear Down the Walls – 3:40
6. Come Back to Black – 4:49
7. All My Life – 2:35
8. Destinies to Come (Neon Dion) – 4:35
9. The Last Redemption – 13:39